# Ischnoleomimus arriagadai
Ischnoleomimus arriagadai là một loài bọ cánh cứng trong họ Cerambycidae.